# Критична маса
Критична маса је најмања количина фисионог материја потребна за одржавање нуклеарне ланчане реакције. Критична маса фисионог материјал зависи од његових нуклеарних карактеристика, на пример пропречни пресек нуклеарне фисије, густине, облика и обогаћења.

## Објашњење критичности
Термин критичност односи се на равнотежни став фисионе реакције, када не долази до повећања снаге, температуре или броја неутрона. Нумеричко налажење критичне масе зависи од фактора k. Овај фактор представља просечан број неутрона који могу даље да изазову фисиону реакцију. Део неутрона се губи паразитном апсоропцијом или једноставно напуштају систем. Када је k = 1 маса је критична.
- Подкритична маса је маса фисионог материјала која не може да одржава фисиону реакцију. Број неутрона који се ослобађају у подкритичном систему се временом смањује. У овом случају, k < 1.
- Надкритична маса је она у којој долази до повећања брзине настанка фисије, све док природни повратни механизам не доведе до настанка равнотежног става (i. e. бити критичан). У овом случају, k > 1.

## Критична маса голе сфере
Облик са минималном критичном масом и најмањим физичким димензијама је сфера. Критичне масе голе сфере нормалне густине актиноида су дате у следећој табели.
| Нуклид            | Критична маса (kg) | Дијаметар (cm) | Ref         |
| ----------------- | ------------------ | -------------- | ----------- |
| Протактинијум-231 | 750±180?           | 45±3?          |             |
| Уранијум-233      | 15                 | 11             | [ 1 ]       |
| Уранијум-235      | 52                 | 17             | [ 1 ]       |
| Нептунијум-236    | 7                  | 8.7            | [ 2 ]       |
| Нептунијум-237    | 60                 | 18             | [ 3 ]       |
| Плутонијум-238    | 9.04–10.07         | 9.5-9.9        | [ 4 ]       |
| Плутонијум-239    | 10                 | 9.9            | [ 1 ] [ 4 ] |
| Плутонијум-240    | 40                 | 15             | [ 1 ]       |
| Плутонијум-241    | 12                 | 10.5           | [ 5 ]       |
| Плутонијум-242    | 75–100             | 19-21          | [ 5 ]       |
| Америцијум-241    | 55–77              | 20-23          | [ 6 ]       |
| Америцијум-242    | 9–14               | 11-13          | [ 6 ]       |
| Америцијум-243    | 180–280            | 30-35          | [ 6 ]       |
| Киријум-243       | 7.34–10            | 10-11          | [ 7 ]       |
| Киријум-244       | (13.5)–30          | (12.4)–16      | [ 7 ]       |
| Киријум-245       | 9.41–12.3          | 11-12          | [ 7 ]       |
| Киријум-246       | 39–70.1            | 18-21          | [ 7 ]       |
| Киријум-247       | 6.94–7.06          | 9.9            | [ 7 ]       |
| Калифорнијум-249  | 6                  | 9              | [ 2 ]       |
| Калифорнијум-251  | 5                  | 8.5            | [ 2 ]       |

## Мењање тачке критичности
Тачка, односно маса, где долази до настанка критичности може да се мења променом одређених атрибута као што су гориво, температура, густина, или инсталацијом рефлектора неутрона.
- Промена количине горива

Могуће је да конструкција буде критична и при нултој снази. Реализација оваквог става омогућена је када се у систему налази тачна количина горива а систем је уједно подкритичан. Када је додата презицно одређена количина горива може да се створи тачна критична маса у подкритичном систему, што би довело до одржавања фисионе реакције целу једну генерацију неутрона. Уколико је ова прецизно одређена маса додата у мало подкритичну масу, ствара се једва надкритична масал, температура конструкције се повећава до свог максимума, а затим би се смањила на собну температуру, зато што је гориво које је додато потпуно апсорбовано и систем се сам враћа у подкритично стање.
- Промена температуре и густине масе

када је конструкција у тачно критичном стању, маса ће загревањем на собној температури постати подкритична, а уколико дође до њеног хлађења, постаће надкритична. Фисија се смањује при повећању темепратуре горива. Ова особина се назива негативни коефицијент реактивности. Иста особина важи и када дође до повећања односно смањења густине горива.
- Употреба рефлектора

Окружујући сферну критичну масу са рефлектором неутрона директно смањујемо потребну масу за достизање критичности. Добар рефлектор је берилијум. Он омогућава да се неутрони, који би за даље иницирање реакције били изгубљени, били враћени до система. Рефлектором је повећана могућност судара неутрона.